# Alternanthera markgrafii
Alternanthera markgrafii är en amarantväxtart som beskrevs av Karl Suessenguth. Alternanthera markgrafii ingår i släktet alternanter, och familjen amarantväxter. Inga underarter finns listade i Catalogue of Life.